# 島根県 認定こども園・幼稚園・保育所等一覧
島根県 認定こども園・幼稚園・保育所等一覧は、島根県の認定こども園・幼稚園・保育所等の一覧。(休園中を除く)
※数が少ない自治体はまとめて表記しています。
※2025年度時点での情報です。今後の施設再編に注意してください。

## 認定こども園[1]

### 松江市(公立・私立)
- 城西幼保園
- 幼保園のぎ
- やくも幼保園
- しんじ幼保園
- 意東幼保園
- 揖屋幼保園
- 出雲郷幼保園

- わらべのその
- 育英幼稚園
- ふたば第一こども園
- ふたば第二こども園
- ふたば第三こども園
- ふたば第四こども園
- つわぶここども園のぎ
- つわぶきこども園やましろ
- 育英北幼稚園
- 認定こども園比津ケ丘保育園
- 認定こども園第2玉湯さくら保育園
- 松江認定こども園
- たまちこども園
- 融合こども園
- 坪内学園附属認定こども園
- 認定こども園   シオンこひつじ保育園
- 認定こども園   玉湯さくら保育園
- なの花のぎ認定こども園
- なの花認定こども園

### 浜田市(私立)
- 認定こども園うみかぜこども園
- 認定こども園こくふ子ども園
- 認定こども園ながさわ子ども園
- 認定こども園日脚保育園
- 認定こども園みなと子ども園
- 認定こども園夕日ヶ丘聖母幼稚園
- 認定こども園あさひ子ども園
- 認定こども園やさかこども園

### 出雲市(私立)
- 認定こども園   北陵幼稚園   北陵保育園
- 認定こども園   光幼保園
- 認定こども園 多伎こども園
- 出東こども園

### 益田市(私立)
- 認定こども園   まどころナーサリースクール
- 認定こども園   明星保育園
- 認定こども園 益田ひかり保育所
- 吉田こども園
- 認定こども園 神田保育園
- 認定こども園 原浜保育所
- 遠田保育園
- 認定こども園 益田天使幼稚園

### 大田市(私立)
- あゆみ保育園
- 認定こども園みどり保育園
- あけぼのこども園

### 安来市(公立・私立)
- 認定こども園荒島
- 認定こども園飯梨
- 認定こども園大塚
- 認定こども園広瀬
- 認定こども園比田
- 認定こども園安田
- 認定こども園母里
- 認定こども園赤屋
- 認定こども園島田こども園

- あかえこども園
- ふたばこども園
- 認定こども園ひろせ保育園
- 城谷こども園
- みゆきこども園
- 認定こども園やすぎこども園

### 江津市(私立)
- さくらこども園
- うさぎ山こども園
- 認定こども園のぞみ保育園
- あさりこども園

### 雲南市(公立)
- 認定こども園木次こども園
- 認定こども園海潮こども園
- 認定こども園斐伊こども園
- 認定こども園三刀屋こども園
- 認定こども園大東こども園
- 認定こども園吉田保育所
- 認定こども園西こども園
- 認定こども園掛合保育所
- 認定こども園田井保育所
- 認定こども園加茂こども園

### 津和野町(私立)
- 山のこども園うしのしっぽ

### 西ノ島町(私立)
- シオンこどもえん

### 隠岐の島町(私立)
- 原田認定こども園

## 国立幼稚園
- 島根大学教育学部附属幼稚園

## 公立幼稚園[2]

### 松江市[3]
- 松江市立母衣幼稚園
- 松江市立城北幼稚園
- 松江市立中央幼稚園
- 松江市立津田幼稚園
- 松江市立古志原幼稚園
- 松江市立川津幼稚園
- 松江市立朝酌幼稚園
- 松江市立大庭幼稚園
- 松江市立持田幼稚園
- 松江市立古江幼稚園
- 松江市立秋鹿幼稚園
- 松江市立佐太幼稚園
- 松江市立講武幼稚園
- 松江市立たまゆ幼稚園

### 浜田市[4]
- 浜田市立浜田幼稚園

### 出雲市[5]
- 出雲市立中央幼稚園
- 出雲市立今市幼稚園
- 出雲市立大津幼稚園
- 出雲市立塩冶幼稚園
- 出雲市立高松幼稚園
- 出雲市立四絡幼稚園
- 出雲市立高浜幼稚園
- 出雲市立川跡幼稚園
- 出雲市立鳶巣幼稚園
- 出雲市立上津幼稚園
- 出雲市立朝山幼稚園
- 出雲市立稗原幼稚園
- 出雲市立神門幼稚園
- 出雲市立古志幼稚園
- 出雲市立神西幼稚園
- 出雲市立長浜幼稚園
- 出雲市立平田幼稚園
- 出雲市立東幼稚園
- 出雲市立湖陵幼稚園
- 出雲市立大社幼稚園
- 出雲市立荒木幼稚園
- 出雲市立遙堪幼稚園
- 出雲市立荘原幼稚園
- 出雲市立西野幼稚園
- 出雲市立中部幼稚園

### 大田市[6]
- 大田市立大田幼稚園
- 大田市立久手幼稚園

### 安来市[7]
- 安来市立島田こども園
- 安来市立能義こども園
- 安来市立安来幼稚園

### 江津市[8]
- 江津市立江津幼稚園

### 雲南市[9]
【公立幼稚園】
- 雲南市立佐世幼稚園
- 雲南市立寺領幼稚園

【公立保育所・保育園】
- 大東保育園
- かもめ保育園
- 斐伊保育所
- 三刀屋保育所

【公立認定こども園】
- 大東こども園
- 西こども園
- 海潮こども園
- 加茂こども園
- 木次こども園
- 斐伊こども園
- 三刀屋こども園
- 吉田保育所
- 田井保育所
- 掛合保育所

【私立保育所・保育園】
- あおぞら保育園
- たちばら保育園
- みなみかも保育園
- 四ツ葉学園保育所

## 私立幼稚園[10]
- 松江暁の星幼稚園
- 育英幼稚園
- 夕日ケ丘聖母幼稚園
- 吉田幼稚園
- 益田幼稚園
- 益田天使幼稚園

## 保育所

### 松江市(公立・私立)
- 松江市立城東保育所
- たまち乳児保育園
- しらゆり千鳥保育園
- たまち母衣保育園
- あおぞら保育園
- にじいろ保育園
- おひさま保育園
- ニチイキッズ楽山保育園
- 笑美保育所
- しらゆり第2保育園
- 嵩見保育所
- しらとり保育所
- 融合乳児園
- 法吉保育所
- みずうみ保育園
- みずうみ第2保育園
- みのり黒田保育園
- ひらぎの保育園
- 浜佐田保育園
- みのり保育園
- みのり乳児保育園
- 本庄保育所
- 松江市立御津保育所
- 松江市立恵曇保育所
- 松江市立マリン保育所
- 松江市立野波保育所
- 松江市立美保関西保育所
- 松江市立美保関東保育所
- 松江市立やつか保育園
- 松江市立白潟保育所
- 松江ナザレン保育園
- 松原保育園
- まつお保育園
- みつき保育園
- みつき乳児保育園
- みつき中央保育園
- みどり保育所
- 愛恵保育園
- 虹の子保育園
- 運動公園前保育所チャイルド
- こばと保育園
- こばと小規模保育園
- なかよし保育園
- みつき古志原保育園
- しらゆり第3保育園
- わかたけ保育園
- ひよし第2保育園
- 袖師保育所
- 乃木保育所
- みつき浜乃木保育園
- みつき田和山保育園
- しらゆり保育園
- 錦新町保育園
- みつき出雲郷保育園
- みつき出雲郷第2保育園
- たけかや保育園
- ひよし保育園
- 湯町保育園
- 玉湯さくら乳児保育園

### 浜田市
- あおい保育園
- 上府保育園
- 周布保育園
- 聖バルナバ保育園
- ちどり保育所
- ちどり第２保育所
- つくし保育園
- 浜田ひかり保育所
- 美川保育園
- みのり保育園
- みのり第２保育園
- れんげ保育園
- 今福保育園
- おぐに保育園
- くもぎ保育園
- 岡見保育所
- 三隅保育所
- 三保保育園

### 出雲市(公立・私立)
- 出雲乳児保育所
- 出雲聖園マリア園
- ねむの木保育園
- ねむの木夜間保育園
- 一の谷保育園
- たちばな保育園
- おおつ保育園
- きんろう保育園
- 浜山あおい保育園
- えんや保育園
- ひかり保育園
- ひまわり第1保育園
- 古志ひまわり保育園
- 神門保育園
- 神門第Ⅱ保育園
- 浜山保育園
- 浜山あまつひ保育園
- あすなろ第2保育園
- わたりはし保育園
- おおつか保育園
- おやま保育園
- さとがた保育園
- ほくよう保育園
- かなで保育園
- なかの保育園
- 出雲サンサン保育園
- 外園保育園
- 平田保育所
- わにぶち保育所
- 出雲市立須佐保育所
- ハマナス保育園
- こぐま保育園
- たいしゃ保育園
- 東部保育園
- 荘原保育園
- わらべのうち保育園
- あい川保育園
- 出西保育園
- 伊波野保育園
- 出雲市立直江保育所